# Eleutherodactylus simoterus
Eleutherodactylus simoterus là một loài ếch trong họ Leptodactylidae. Chúng là loài đặc hữu của Colombia.
Các môi trường sống tự nhiên của chúng là đồng cỏ ở cao nhiệt đới hoặc cận nhiệt đới and vùng đồng cỏ. Loài này đang bị đe dọa do mất môi trường sống.